# Eleição presidencial nos Estados Unidos em 1960
A eleição presidencial dos Estados Unidos de 1960 foi a quadragésima-quarta eleição presidencial do país, sendo realizada em 8 de novembro. O presidente em exercício, o republicano Dwight D. Eisenhower, não era elegível por ter cumprido dois mandatos (ele se elegeu em 1952 e 1956). O Partido Republicano nomeou Richard Nixon, vice-presidente de Eisenhower, enquanto os democratas indicaram o senador de Massachusetts John F. Kennedy. Kennedy foi eleito com uma vantagem de 112.827 votos, ou 0,1% do voto popular, dando-lhe uma vitória de 303 votos contra 219 no Colégio Eleitoral.
Inúmeros fatores explicam porque a eleição estava com valores tão próximos. Kennedy ganhou quando houve uma recessão econômica feriu o Partido Republicano em exercício, e ele tinha a vantagem de 17 milhões a mais de democratas registrados do que os republicanos. Além disso, os novos votos que Kennedy ganhou entre os católicos quase neutralizou os votos novos que Nixon ganhou entre os protestantes. No final, a ênfase de Nixon em sua experiência realizou pouco peso, e ele desperdiçou energia por fazer campanha em todos os 50 estados, em vez de se concentrar nos estados de oscilação. Kennedy organizou sua campanha sendo bem financiada. Ele contou com Lyndon B. Johnson para conseguir os votos no Sul e utilizou a televisão de forma eficaz.
A votação foi a mais renhida desde 1916, e a margem de vitória de Kennedy no voto popular é uma das menores da história. A eleição ainda hoje é fonte de debate entre alguns historiadores contemporâneos em relação a um suposto roubo de votos que teria ajudado Kennedy em alguns estados.
Esta foi a primeira eleição presidencial nos Estados Unidos que contou com votação nos novos estados do Alasca e Havaí, e a última na qual o Distrito de Columbia não participou. Houve 537 votos no colégio eleitoral (houvera 531 em 1956).

## Processo eleitoral
A partir de 1832, os candidatos para presidente e vice começaram a ser escolhidos através das Convenções. Os delegados partidários, escolhidos por cada estado para representá-los, escolhem quem será lançado candidato pelo partido. Os eleitores gerais elegem outros "eleitores" que formam o Colégio Eleitoral. A quantidade de "eleitores" por estado varia de acordo com a quantidade populacional do estado. Em quase todos os estados, o vencedor do voto popular leva todos os votos do Colégio Eleitoral.

## Indicações presidenciais

### Partido Democrata

#### Primárias democratas
Os principais candidatos para a nomeação presidencial democrata de 1960 foram John F. Kennedy, o senador Wayne Morse de Oregon, o senador Lyndon B. Johnson do Texas, o senador Hubert Humphrey de Minnesota, o senador Stuart Symington de Missouri, o governador Edmund G. Brown da Califórnia e o ex-governador Adlai Stevenson de Illinois. Vários outros candidatos buscaram apoio em seu estado de origem ou região como "filho favorito", mas não tinham qualquer chance real de ganhar a nomeação. Symington, Stevenson, e Johnson se recusaram a fazer campanha nas primárias presidenciais. Enquanto isso reduziu sua contagem potencial de delegados na Convenção Nacional Democrata, cada um desses três candidatos esperava que os outros concorrentes principais iriam tropeçar nas primárias, causando assim aos delegados da convenção a escolhê-lo como um candidato "compromissado", sendo aceitável para todas as facções do partido.
Kennedy foi inicialmente perseguido por sugestões de alguns líderes do Partido Democrata (como o ex-presidente Harry S. Truman, que estava apoiando Symington), segundo os líderes, ele era muito jovem e inexperiente para ser presidente; esses críticos sugeriram que ele deveria concordar em ser o companheiro de chapa para um democrata "mais experiente". Percebendo que esta era uma estratégia elogiada pelos seus adversários para manter o público a levá-lo a sério, Kennedy declarou francamente: "Eu não estou correndo para vice-presidente, eu estou concorrendo a presidente".

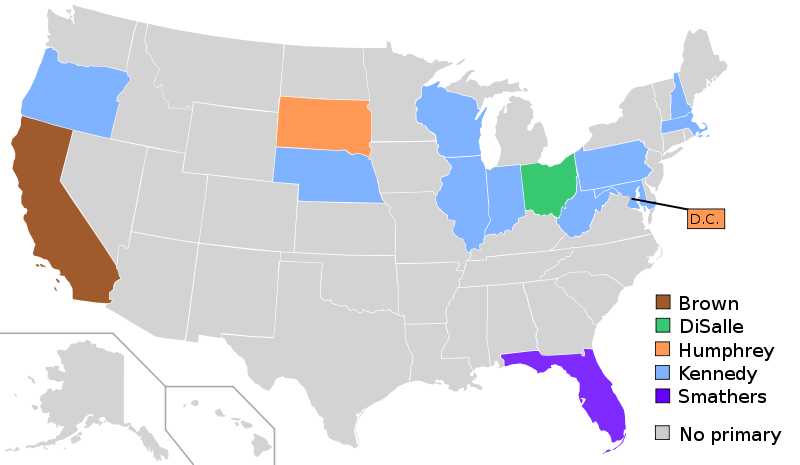
Resultados das primárias democratas por estado.

Havia dezesseis primárias. Kennedy foi escolhido em sete das primárias; Humphrey em cinco deles; Morse em três; e Brown em um. Pesquisas mostravam que Brown seria invencível na Califórnia. Morse desafiou Hubert Humphrey, na primária do Distrito de Columbia e John Kennedy nas primárias de Maryland. Em Oregon foi disputada a primária entre todos os candidatos, com exceção de Brown. Wisconsin e Virgínia Ocidental foram disputadas as primárias entre Kennedy e Humphrey. Um problema para Kennedy era sua religião Católica Romana. Recordando a experiência do candidato democrata católico de 1928, Al Smith, muitos se perguntaram se o prejuízo anti-católico feriria as chances de Kennedy ganhar a nomeação e a eleição em novembro. Para provar sua capacidade, Kennedy desafiou Hubert Humphrey, um liberal, nas primárias de Wisconsin. Embora Kennedy tenha derrotado Humphrey em Wisconsin, muitos chefes do partido não foram convencidos de que Kennedy iria ganhar votos de eleitores não-católicos. Enquanto isso, na primária do Distrito de Columbia, Humphrey havia derrotado Wayne Morse. Kennedy também derrotou Morse nas primárias de Maryland. Kennedy enfrentou Humphrey no estado fortemente protestante de Virgínia Ocidental, onde a intolerância anti-católica foi dito ser generalizada. A campanha de Humphrey foi com pouco dinheiro e não podia competir com a equipe bem-organizada e bem financiada de Kennedy. Kennedy seguiu um forte desempenho no debate televisionado de 1960, profundamente derrotou Humphrey com mais de 60% dos votos. Humphrey retirou-se da corrida e Kennedy ganhou a vitória que precisava para provar aos chefes do partido que um católico poderia ganhar em um estado não-católico. Embora Kennedy tivesse apenas competido em nove primárias presidenciais, o fracasso de outros principais rivais de Kennedy (Johnson e Symington) na campanha em qualquer primária indicou que eles não eram populares votados fora de seus estados de origem. Embora Stevenson tenha sido candidato presidencial do Partido Democrata em 1952 e 1956 e ainda manteve uma legião fiel de liberais e intelectuais, suas duas esmagadoras derrotas para o republicano Dwight D. Eisenhower levou a maioria dos chefes do partido para procurar uma "cara nova", que tevisse uma melhor chance de vencer a eleição geral em novembro. Nos meses que antecederam a convenção democrata, Kennedy viajou por todo o país para convencer os delegados de vários estados a apoiá-lo.

#### Convenção Nacional Democrata
A Convenção Nacional do Partido Democrata foi relaizada entre 11 e 15 de julho em Los Angeles. No primeiro escrutínio, John F. Kennedy foi indicado a presidente com 806 votos (52.89%), contra 409 (26,84%) de Lyndon Johnson, a 86 (5,64%) de Stuart Symington, a 79.5 (5,25%) de Adlai Stevenson, a 43 (2,82%) de Robert B. Meyner, a 41 (2,76%) de Hubert Humphrey, a 30 (1,97%) de George A. Smathers, a 23 (1,51%) de Ross Barnett, e a 5 (0,19%) de outros. Lyndon B. Johnson foi escolhido como vice.

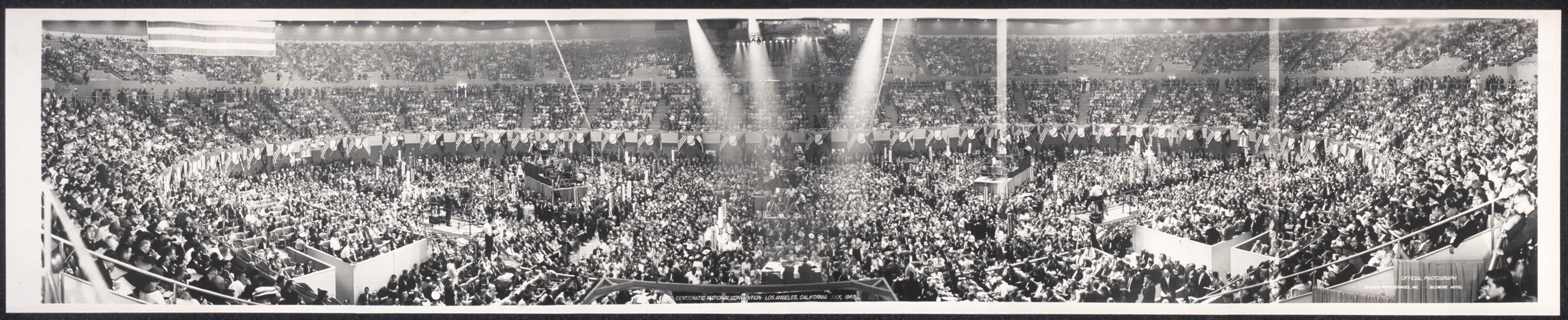
Convenção Nacional Democrata de 1960.

### Partido Republicano
Antes da convenção, Richard Nixon que buscava a nomeação do partido, e o governador de Nova Iorque Nelson Rockefeller, se reuniram secretamente e forjaram um acordo de 14 pontos sobre os assuntos principais a conter na plataforma. O encontro foi chamado de “compacto da quinta-avenida”, por ter acontecido no apartamento de Rockefeller em Manhattan. A Convenção Nacional Republicana de 1960 foi realizada entre 25 e 28 de julho em Chicago. Com 1.321 votos (99,25%), Richard Nixon conseguiu a nomeação partidária contra 10 votos (0,75%) do senador do Arizona Barry Goldwater. Henry Cabot Lodge, Jr. foi escolhido como vice. A plataforma deu atenção a defesa nacional, aplicação vigorosa das leis dos direitos civis para garantir o direito de votar e defendeu o abandono dos testes nucleares na atmosfera. 

## Campanha

### Promessas
Durante a campanha de Kennedy, ele acusou Eisenhower e os republicanos da nação de terem caído atrás da União Soviética na Guerra Fria, tanto militarmente e economicamente, e que como presidente ele iria "levar a América a se mover novamente." Nixon respondeu que, se eleito, ele iria continuar a "paz e a prosperidade", que Eisenhower havia trazido à nação na década de 1950. Nixon também argumentou que com a nação envolvida na Guerra Fria com os soviéticos, Kennedy era muito jovem e inexperiente para ser confiável com a Presidência. A campanha de Nixon ressaltava a experiência dele de 8 anos como vice-presidente e como ele foi participativo nesse período na Casa Branca. A campanha de Kennedy respondeu usando um vídeo de uma conferência de imprensa, que o presidente, perguntado se tinha adotado alguma ideia importante de Nixon e se pediu algum conselho dele, afirmou que não se lembrava. Na mesma conferência, Eisenhower afirmou que " ninguém pode tomar uma decisão, exceto eu, com isso a campanha afirmava que a " experiência " de Nixon era apenas como observador.

### Eventos
Kennedy e Nixon atrairam grandes multidões e entusiasmaram-se ao longo da campanha. Em agosto de 1960, a maioria das sondagens deu ao vice-presidente Nixon a liderança, e muitos analistas políticos consideraram Nixon como o favorito para vencer. No entanto, Nixon foi atormentado por má sorte durante toda a campanha de outono. Em agosto, o presidente Eisenhower, que havia sido ambivalente sobre Nixon, numa conferência de imprensa televisionada em que um repórter, Charles Mohr da Time, mencionou as reivindicações de Nixon, em que ele tinha sido um administrador valioso e conselheiro. Mohr perguntou a Eisenhower se ele poderia dar um exemplo de uma ideia principal do que Nixon tinha falado. Eisenhower respondeu: "Se você me der uma semana, eu poderia pensar em um." Apesar de ambos, Eisenhower e Nixon mais tarde afirmarem que Eisenhower estava apenas brincando com o repórter, a observação feriu Nixon, já que perdeu suas reivindicações de ter maior experiência em tomar decisões do que Kennedy. A observação se mostrou tão prejudicial para a Nixon que os democratas transformaram a declaração de Eisenhower em um comercial de televisão criticando Nixon.
Na Convenção Republicana, Nixon prometeu fazer campanha em todos os 50 estados. Esta promessa saiu pela culatra, quando, em agosto, Nixon machucou o joelho em uma porta do carro enquanto fazia campanha na Carolina do Norte; o joelho tornou-se infectado e Nixon teve que renunciar à campanha por duas semanas, enquanto o joelho infectado foi injetado com antibióticos. Quando ele deixou o Walter Reed Hospital, Nixon se recusou a abandonar sua promessa de visitar todos os estados, e ele assim, acabou desperdiçando o tempo valioso ao visitar os estados que não tinha chance de ganhar, ou que teve poucos votos no colégio eleitoral e seria de pouca ajuda na eleição . Por exemplo, em seu esforço para visitar todos os 50 estados, Nixon passou o fim de semana vital antes da campanha eleitoral no Alasca, que teve apenas três votos no Colégio Eleitoral, enquanto Kennedy fez campanha em grandes estados como Nova Jersey, Ohio, Michigan e Pensilvânia.
O companheiro de chapa de Kennedy, Lyndon B. Johnson fez uma vigorosa campanha e foi instrumental em ajudar os democratas a conseguir vários estados do sul, especialmente no estado de Johnson, o Texas. Por outro lado, o  companheiro de chapa de Nixon, o embaixador Henry Cabot Lodge fez uma campanha letárgico e cometeu vários erros que feriram Nixon. Entre eles estava uma promessa não-aprovado por Nixon, em que como presidente, Nixon teria o nome de uma pessoa negra para o seu gabinete, e o comentário ofendeu muitos negros que a viram como uma tentativa canhestra de ganhar seus votos, enquanto muitos brancos do sul que ainda apoiavam a segregação racial que podem ter votado em Nixon também se irritaram.

### Debates

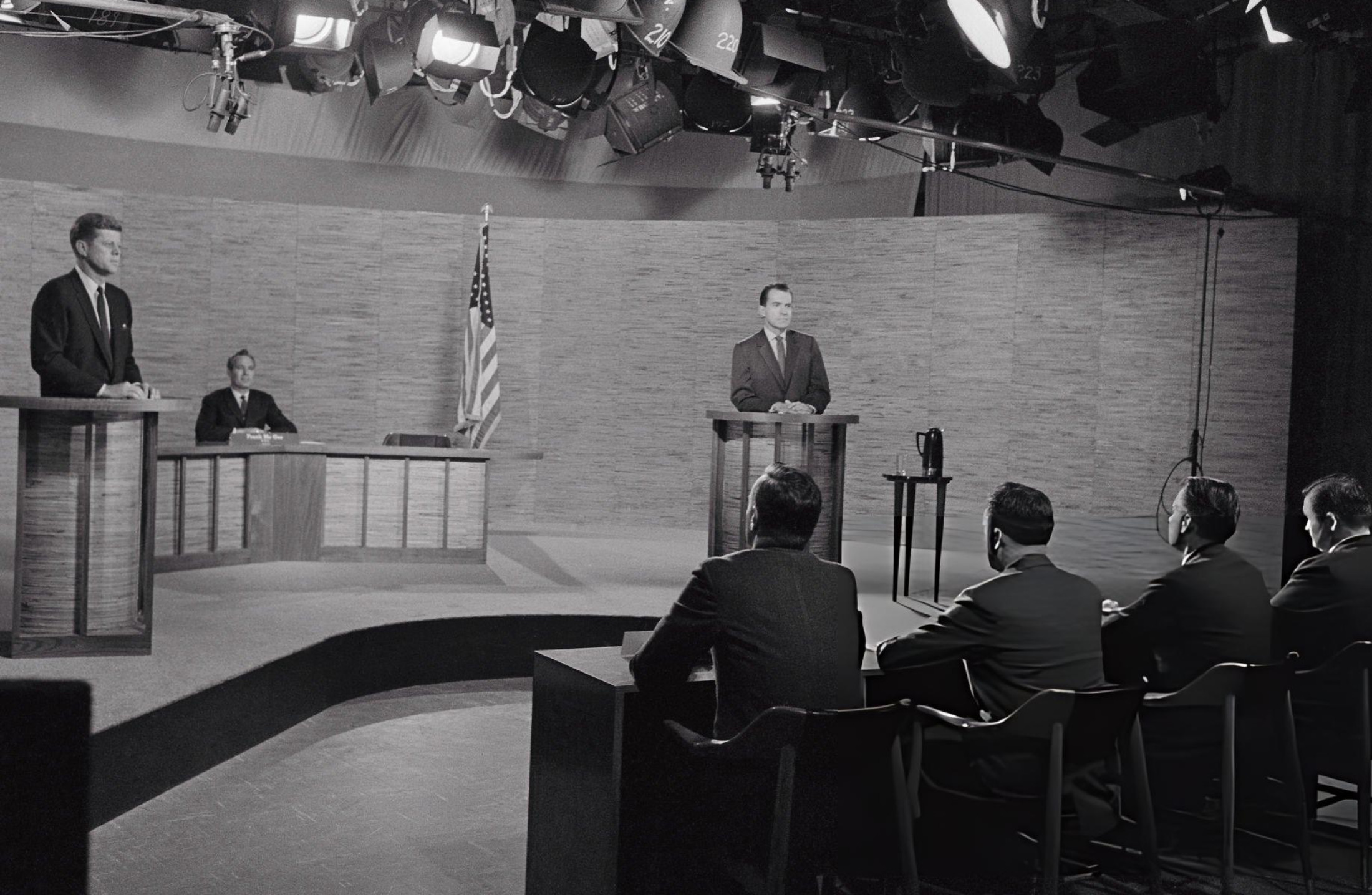
Debate entre Kennedy e Nixon em 1960.

O ponto chave da campanha foram os quatro debates entre Kennedy e Nixon, pois eles foram os primeiros debates presidenciais na televisão, e, assim, atraiu enorme publicidade. Nixon insistiu na campanha até poucas horas antes do debate ter iniciado pela primeira vez, ele não estava completamente recuperado da sua permanência no hospital e, assim, parecia pálido, doentio, abaixo do peso, e cansado. Ele também se recusou a se arrumar muito para o primeiro debate, e como resultado, a sua barba por fazer mostrou destaque nas telas das TVs da época em preto e branco. A má aparência de Nixon na televisão no primeiro debate é refletido pelo fato de que sua mãe, o chamou imediatamente depois do debate para perguntar se ele estava doente. Kennedy, pelo contrário, descansado e preparado extensivamente, apareceu bronzeado, confiante e relaxado durante o debate. Há uma estimativa de que 70 milhões de espectadores assistiram ao primeiro debate. As pessoas que assistiram ao debate na televisão, acreditava que Kennedy tinha ganho, enquanto os ouvintes de rádio (uma audiência menor) acreditava Nixon tinha vencido. Para os restantes dos três debates, Nixon recuperou seu peso perdido, usava maquiagem, e na televisão  apareceu mais forte do que sua aparência inicial. No entanto, até 20 milhões de telespectadores assistiram ao menos dos três debates restantes do que o primeiro debate. Observadores políticos na época acreditavam que Kennedy havia ganhado no primeiro debate, Nixon havia ganhado no segundo  e no terceiro debate,  e que o quarto debate era visto como o mais forte desempenho por ambos, foi um empate.

## Resultados
| Resultado geral da eleição presidencial dos Estados Unidos de 1960 | Resultado geral da eleição presidencial dos Estados Unidos de 1960 | Resultado geral da eleição presidencial dos Estados Unidos de 1960 | Resultado geral da eleição presidencial dos Estados Unidos de 1960 | Resultado geral da eleição presidencial dos Estados Unidos de 1960 | Resultado geral da eleição presidencial dos Estados Unidos de 1960 | Resultado geral da eleição presidencial dos Estados Unidos de 1960 | Resultado geral da eleição presidencial dos Estados Unidos de 1960 | Resultado geral da eleição presidencial dos Estados Unidos de 1960 | Resultado geral da eleição presidencial dos Estados Unidos de 1960 |
| Candidato presidencial                                             | Partido                                                            | Estado de origem                                                   | Voto popular                                                       | Voto popular                                                       | Colégio Eleitoral                                                  | Colégio Eleitoral                                                  | Running mate                                                       | Running mate                                                       | Running mate                                                       |
| Candidato presidencial                                             | Partido                                                            | Estado de origem                                                   | Votos                                                              | %                                                                  | Votos                                                              | %                                                                  | Candidato vice-presidencial                                        | Estado de origem                                                   | Colégio Eleitoral                                                  |
| ------------------------------------------------------------------ | ------------------------------------------------------------------ | ------------------------------------------------------------------ | ------------------------------------------------------------------ | ------------------------------------------------------------------ | ------------------------------------------------------------------ | ------------------------------------------------------------------ | ------------------------------------------------------------------ | ------------------------------------------------------------------ | ------------------------------------------------------------------ |
| John F. Kennedy                                                    | Partido Democrata                                                  | Massachusetts                                                      | 34.220.984(a)                                                      | 49,72%(a)                                                          | 303                                                                | 56,4%                                                              | Lyndon B. Johnson                                                  | Texas                                                              | 303                                                                |
| Richard Nixon                                                      | Partido Republicano                                                | Califórnia                                                         | 34.108.157                                                         | 49,55%                                                             | 219                                                                | 40,8%                                                              | Henry Cabot Lodge Jr.                                              | Massachusetts                                                      | 219                                                                |
| Harry F. Byrd                                                      | nenhum                                                             | Virgínia Ocidental                                                 | -(b)                                                               | -(b)                                                               | 15                                                                 | 2,8%                                                               | Strom Thurmond                                                     | Carolina do Sul                                                    | 14                                                                 |
| Harry F. Byrd                                                      | nenhum                                                             | Virgínia Ocidental                                                 | -(b)                                                               | -(b)                                                               | 15                                                                 | 2,8%                                                               | Barry Goldwater(c)                                                 | Arizona                                                            | 1(c)                                                               |
| Nenhum                                                             | Partido Democrata                                                  | Nenhum                                                             | 286.359                                                            | 0,42%                                                              | -(d)                                                               | -(d)                                                               | Nenhum                                                             | Nenhum                                                             | 0                                                                  |
| Outros                                                             | Outros                                                             | Outros                                                             | 216,982                                                            | 0,32%                                                              | 0                                                                  | 0%                                                                 | Outros                                                             | Outros                                                             | 0                                                                  |
| Total                                                              | Total                                                              | Total                                                              | 68.832.782                                                         | 100%                                                               | 537                                                                |                                                                    |                                                                    |                                                                    | 537                                                                |
| Votos minímos do Colégio Eleitoral de que se precisa para vencer   | Votos minímos do Colégio Eleitoral de que se precisa para vencer   | Votos minímos do Colégio Eleitoral de que se precisa para vencer   | Votos minímos do Colégio Eleitoral de que se precisa para vencer   | Votos minímos do Colégio Eleitoral de que se precisa para vencer   | 269                                                                |                                                                    |                                                                    |                                                                    | 269                                                                |

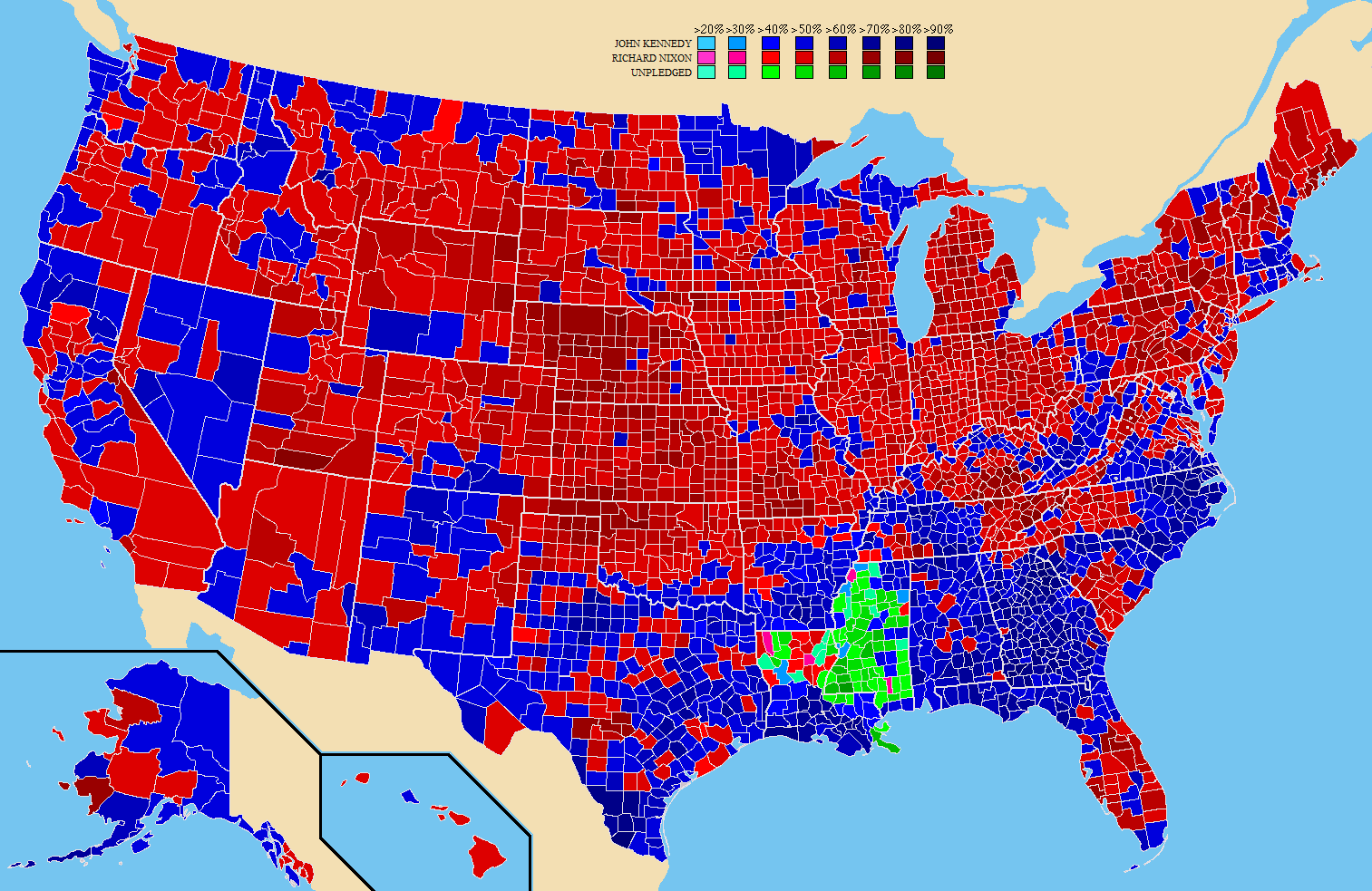
Resultados por condados:
John F. Kennedy
Richard Nixon
Nenhum

Fonte - Voto popular: Colégio Eleitoral: 
(a) É incerto os valores. Veja o porquê na seção "Polêmicas e controvérsias" a seguir.
(b) Byrd não concorreu diretamente na votação. Os seus votos eleitorais vieram de eleitores democratas e um eleitor infiel.
(c) O eleitor infiel Henry D. Irwin de Oklahoma, que se comprometeu a votar em Richard Nixon e Henry Cabot Lodge Jr., votou para o não-candidato Harry F. Byrd. No entanto, ao contrário de outros eleitores que votaram em Byrd e Strom Thurmond como vice-presidente, Irwin lançou o seu voto vice-presidencial para o senador republicano do Arizona Barry Goldwater.
(d) No Mississippi, a chapa de eleitores democratas que não se comprometeram a votar em nenhum candidato ganhou. Eles lançam seus oito votos a favor de Byrd e Thurmond.

## Polêmicas e controvérsias
É muito provável que nunca se venha a saber se foi Kennedy ou Nixon quem teve mais votos. A confusão provém do facto de em estados como o Alabama os eleitores votarem directamente não no candidato mas nos grandes eleitores, ou seja, membros do Colégio eleitoral dos Estados Unidos. Dos onze, cinco votaram por Kennedy, e seis contra ele. O número de votos populares é difícil de atribuir, vigorando as versões de 318.303 votos para Kennedy (votos do eleitor mais popular de Kennedy) ou 324.050 votos (votos do mais popular eleitor Democrata).
A acrescentar a esta polêmica, vários historiadores alegam que Kennedy teria beneficiado de uma fraude eleitoral, especialmente no Texas e no Illinois, e que teria sido Nixon a ter mais votos populares apesar do facto de os Republicanos terem tentado (mas falhado) inverter os resultados em ambos os estados na altura, bem como em outros nove estados. Estes dois estados são importantes porque se Nixon tivesse ganho ambos, teria tido a maioria no Colégio Eleitoral.[carece de fontes?]
Kennedy venceu no Illinois por escassos 9.000 votos, embora Nixon tenha vencido 92 dos 101 condados desse Estado. A vitória de Kennedy no Illinois veio da cidade de Chicago, onde o prefeito Richard J. Daley reteve a divulgação da votação até ao início do dia seguinte, 9 de Novembro. Os esforços de Daley e da poderosa máquina Democrata de Chicago deram a Kennedy uma fantástica vitória no Condado de Cook por uma margem de 450.000 votos - mais de 10% da população de Chicago em 1960 (3,55 milhões) invertendo o sentido de voto do resto do Estado, fortemente Republicano. Earl Mazo, repórter pró-Nixon do New York Herald Tribune, investigou a votação em Chicago e afirmou ter descoberto provas suficientes de fraude eleitoral para provar que o estado foi roubado para o lado de Kennedy.
No Texas, alguns Republicanos argumentaram que a formidável máquina política de Lyndon B. Johnson teria conseguido desviar votos suficiente ao longo da zona de fronteira com o México para dar a Kennedy a vitória no Estado.[carece de fontes?]